# أمير (لقب)
أمير أو برنس (بالإنجليزية: Prince) هي رتبة ملكية مذكرة تعادل لقب أميرة. تم اشتقاقها من اللاتينية princeps. يُستخدم هذا المصطلح العام للإشارة إلى أحد أعضاء الأسرة الحاكمة من الذكور أو أحد أبناء العاهل السابق أو القرين. أيضًا، القرين هو لقب توارثي في بعض أسر النبلاء في الدول الأوربية.

## معرض صور